# Manuel Pelegrina
Manuel Gregorio Pelegrina (29. listopadu 1919, San Vicente - 23. listopadu 1992, La Plata) byl argentinský fotbalista.
Hrál jako útočník, hlavně za Estudiantes de La Plata.

## Hráčská kariéra
Manuel Pelegrina hrál jako útočník za Estudiantes de La Plata, Huracán a Defensores Cambaceres. S 231 góly je 7. nejlepším střelcem v historii argentinské ligy a s 221 góly je nejlepším střelcem v historii Estudiantes de La Plata v 1. lize.
Za Argentinu hrál 4 zápasy a dal 2 góly.

## Úspěchy
Argentina
- Mistrovství Jižní Ameriky: 1945